# Pierre Bayle
Pierre Bayle (Carla-Bayle, 18 november 1647 – Rotterdam, 28 december 1706) was een Frans wijsgeer en schrijver die vooral bekend is om zijn Dictionaire historique et critique uit 1697. Hij hield zich voornamelijk bezig met het bestrijden van bijgeloof en vond dat niet te scheiden van geloof. In zijn tolerantie ging hij verder dan menigeen, ook ketters vielen daaronder. Bayle geldt als een van de belangrijkste voorlopers van de Verlichting, omdat hij redelijk en kritisch als synoniemen opvatte, maar was een tegenstander van het socinianisme.

## Biografie
Bayle werd geboren in Carla-le-Comte (later te zijner ere hernoemd tot Carla-Bayle), een dorpje aan de voet van de Pyreneeën in de buurt van Pamiers (Ariège). Hij werd eerst opgeleid door zijn vader Jean, een calvinistische dominee, en bezocht vanaf 1666 de protestantse academie van Puylaurens, die tot 1660 in Montauban was gevestigd. In 1669 bezocht hij een jezuïetencollege in Toulouse. Na een maand (19 maart) bekeerde hij zich tot het rooms-katholieke geloof. Na zeventien maanden keerde hij echter toch terug tot het calvinisme. Omdat dit een strafbare "hervalling" inhield, trok hij in 1670 naar Genève. Hij vond in het nabijgelegen Coppet een betrekking als huisleraar van Frederik Graaf van Dohna en sloot vriendschap met de plaatselijke predikant David Constant de Rebecque. Hij kwam in aanraking met de leer van René Descartes.
Vertrouwend op politionele inefficiëntie, keerde hij terug onder de naam Bèle en werkte hij enige jaren als tutor voor verschillende Parijse families. In 1675 werd hij benoemd in de leerstoel filosofie aan de protestantse Academie van Sedan. Toen deze in juli 1681 door Lodewijk XIV werd opgeheven, vluchtte Bayle, net als zijn collega Pierre Jurieu, naar de Republiek der Zeven Verenigde Nederlanden, waar ze een aanstelling bekwamen aan de pas opgerichte Illustere school van Rotterdam, op uitnodiging van Adriaen Paets. In oktober werd Bayle er hoogleraar filosofie en geschiedenis. Dankzij een lichter lesrooster dan in Sedan kon hij zich toeleggen op schrijven en publiceren. Het was ook een troost voor de spirituele crisis die hij doormaakte als gevolg van de dood van zijn broer Jacob, een predikant die in 1685 was aangehouden en gestorven in de cel. 
Bayle verschilde van mening met Jurieu over tolerantie, over het recht van opstand en over andere actuele kwesties. Het conflict werd niet alleen schriftelijk uitgevochten, maar leidde op 30 oktober 1693 tot het ontslag van Bayle, na een herschikking van de vroedschap. 
De filosoof van Rotterdam stierf zonder dat iemand daarbij aanwezig was, slechts een cryptisch briefje achterlatend. Ondanks herhaalde sympathiebetuigingen aan de Waalse kerk was hij volgens sommigen een deïst maar volgens anderen meer een fideïst. Waar hij precies stond blijft onduidelijk.

## Werken

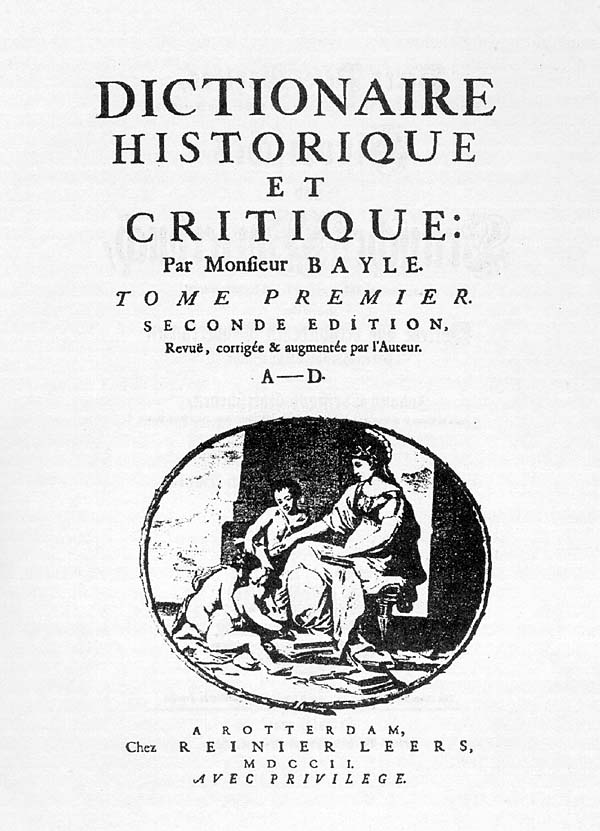
Tweede druk van Bayle's Encyclopedie uit 1702. Veel publicaties van Pierre Bayle werd vanaf 1681 uitgegeven door Reinier Leers

Bayle richtte het populairwetenschappelijke tijdschrift Nouvelles de la Republique des Lettres (1684-1687) op. Hij pleitte voor religieuze tolerantie, voor een strikte scheiding tussen geloof en wetenschap en hield een pleidooi voor "deugdzame" atheïsten, maar keerde zich tegen volkssoevereiniteit en het recht van verzet om een burgeroorlog in Frankrijk te vermijden. Nadat Bayle zich anoniem had verzet tegen de Glorious Revolution waarin het Engelse parlement de steun van stadhouder Willem III had ingeroepen tegen de zittende vorst Jacobus II, ontbrandde een pamflettenstrijd. Bayles voormalige vriend en huisgenoot, de calvinist Pierre Jurieu, was hierin zijn voornaamste tegenstander. Bayle stelde dat absolutisme en gewetensdwang niet samen hoefden te gaan omdat burgers met een andere godsdienst toch goede staatsburgers konden zijn. Het toekennen van het recht van verzet aan burgers - wat bij de hugenoten gebruikelijk was - maakte hen echter voor de staat tot potentiële vijanden. De door Bayle bepleite scheiding van kerk en staat zou ook de Franse staat losser maken van de Rooms-Katholieke Kerk. Volgens Jurieu was dit alles echter een uiting van onverschilligheid en ondermijnde het het goed recht van de hugenoten tegenover de Franse staat. In 1693 werd Bayle ontslagen door het prinsgezinde stadsbestuur en door toedoen van de gereformeerde kerk die in het conflict partij koos voor Jurieu. Bayles werk werd omschreven als rampzalig en ontoelaatbaar; hij kreeg geen pensioen en mocht geen privélessen meer geven.
In 1697 bracht Bayle de Dictionaire historique et critique uit, zijn hoofdwerk. Typografisch is het een indrukwekkende prestatie. Hij wijdde een lang lemma aan Baruch Spinoza, door wie hij gefascineerd was, maar die hij niet volgde. Het is het enige lemma dat binnen een jaar in het Nederlands vertaald werd. Volgens Bayle kon het christelijk geloof niet door rationele kennis worden ondergraven. Filosofie blijkt voor Bayle vooral een zoeken te zijn dat men onderneemt zonder ooit de illusie te hebben dat het geven van definitieve antwoorden mogelijk is.
Bayle beschreef ook de Chinese filosofie. en gaf de aanzet tot meer studie. Op basis van documenten van de missie van de jezuïeten in China beschouwde hij de confucianistische doctrine als atheïstisch.  Bayle wees op de verworvenheden van de Chinese samenleving en formuleerde op basis daarvan dat dit een bewijs was dat de afwezigheid van een religie niet hoefde te leiden tot een verval van of gebrek aan moreel besef.

## Strato van Lampsacus
Strato's naam was in de middeleeuwen en de renaissance zo goed als onbekend. In de 17e eeuw trad zijn naam echter plotseling op de voorgrond vanwege de veronderstelde overeenkomsten tussen zijn systeem en de pantheïstische inzichten van Spinoza. Deze ideeën bereikten Pierre Bayle, die Strato en het 'Stratonisme' adopteerde als een sleutelonderdeel van zijn eigen filosofie. in zijn Continuation des Pensees diverses, gepubliceerd in 1705, werd het Stratonisme door Bayle als het belangrijkste antieke equivalent van Spinozisme ten tonele gevoerd. Volgens Bayle liet Strato alles een vaste volgorde van noodzakelijkheid volgen, ook bestond er geen  aangeboren goedheid of slechtheid in het universum; het universum is geen met intelligentie of intentie begiftigd levend wezen, behalve de natuur bestaat er ook geen goddelijke macht.

## Begrafenis

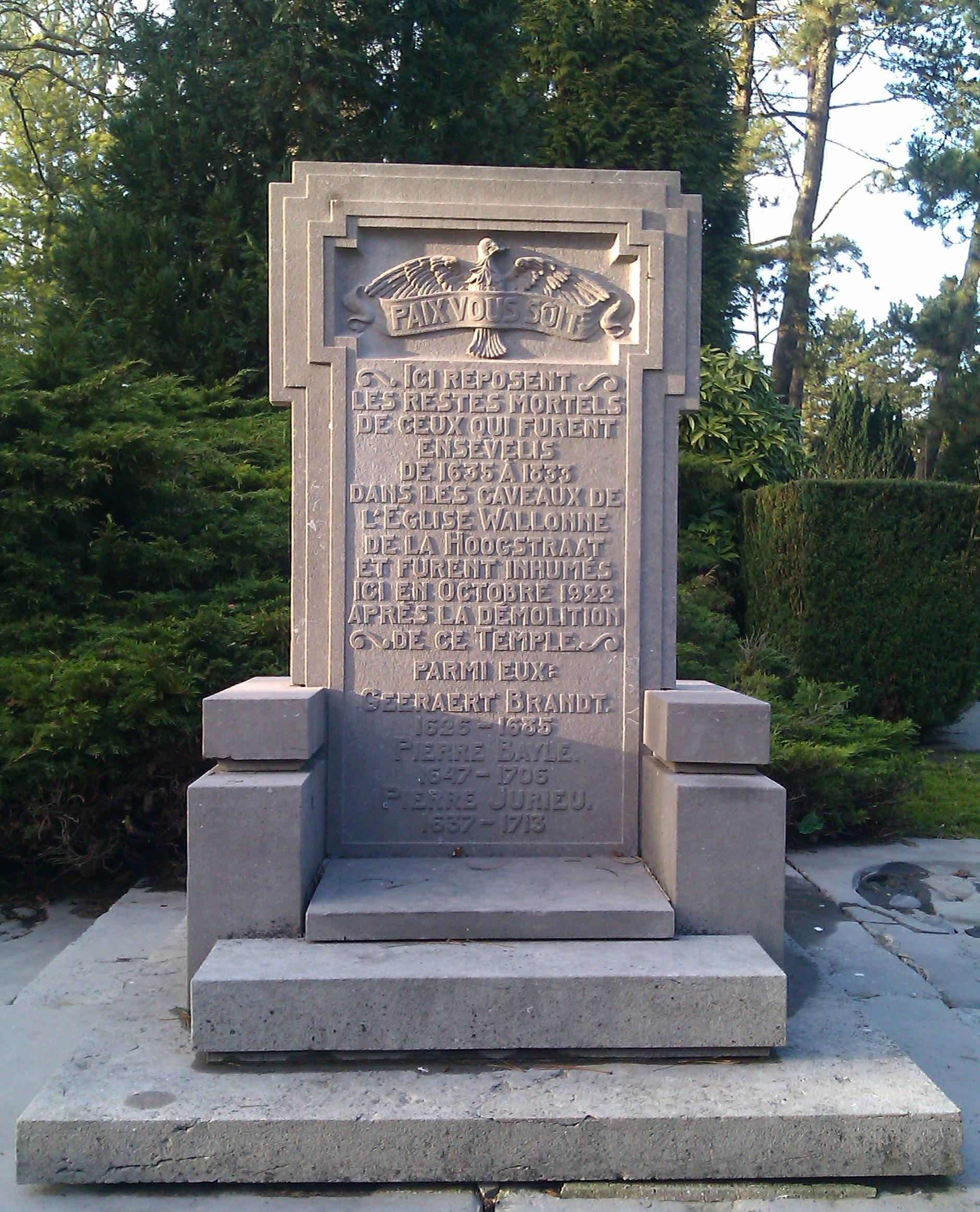
Gedenksteen voor de Waalse graven op de Algemene begraafplaats in Crooswijk. Onder hen Pierre Bayle.

Bayle werd te Rotterdam begraven in de Waalse kerk. Na de sloop van de Waalse kerk in oktober 1922 zijn de graven overgebracht naar de algemene begraafplaats Crooswijk. Een gedenksteen laat weten dat Pierre Bayle zich in deze graven bevindt.

## Erfenis
Eind oktober 1720 liet Gerard Valck in samenwerking met Pierre Brunel, David Mortier en drie andere investeerders 2.600 exemplaren drukken van Bayle's Dictionaire historique et critique, de derde druk bestemd voor de Franse markt. De boeken werden opgeslagen op twee zolders.
In Rotterdam wordt sinds 1990 de Pierre Bayle-lezing gehouden en de Radboud Universiteit van Nijmegen kent het Pierre Bayle-instituut. Volgens de Engelse historicus Jonathan Israel, die op 10 december 2004 de Pierre Bayle-lezing hield, zijn ideeën van Bayle over tolerantie en religie nog steeds actueel.
Sinds 1956 wordt door Pierre Bayle Stichting de Pierre Bayle-prijs uitgereikt. Bekende winnaars zijn o.a. Hans Warren (1970), Aad Nuis (1984) en Michaël Zeeman in 2010.
In het centrum van Rotterdam is sinds 1959 een Pierre Baylestraat. Op het Grotekerkplein aldaar werd in 2012 nabij het standbeeld van Erasmus een kunstwerk van Paul Cox geplaatst ter herinnering aan de filosoof.

## Publicaties
- Pensées diverses écrites à un docteur de Sorbonne à l'occasion de la Comète qui parut au mois de décembre 1680 (1682)
- Critique de l'histoire du calvinisme du Père Maimbourg (1683)
- Ce que c'est que la France toute catholique sous le règne de Louis Le Grand (1685)
- Commentaire philosophique sur ces paroles de Jésus-Chrit: Contrain-les d'entrer, 2 dln. (1686-1688)
- Projet et fragmens d'un dictionnaire critique (1692)
- Dictionnaire historique et critique (1697)
- Réponse aux questions d'un provincial, 6 dln. (1704-1706)
- Entretiens de Maxime et de Thémiste (1706)

## In Nederlandse vertaling
- De inslag van een komeet. Beschouwingen over geloof, ongeloof en bijgeloof. Vert. Michiel Wielema (2006)
- Over Spinoza. Bezorgd onder redactie van Henri Krop en Jacob van Sluis, vertaald in samenwerking met Louis Hoffman, Gerrit van der Meer en Albert Willemsen (2006)

### Nederlandstalige literatuur
- Bots, Hans, Republiek der letteren: ideaal en werkelijkheid (Amsterdam 1977).
- Hazard, Paul, De crisis in het Europese denken. Europa op de drempel van de Verlichting 1680-1715 (Amsterdam 1990). Oorspronkelijke titel: La crise de la conscience européenne (Parijs, Boivin 1935).
- Ignatieff, Michael, De republiek der letteren: toen en thans (Rotterdam en Baarn 1991).
- Lieshout, H.H.M. van, Van boek tot bibliotheek. De wordingsgeschiedenis van de Dictionaire Historique et Critique van Pierre Bayle (1689-1706) (Grave 1992).
- Sluis, J. van, Pierre Bayle in: Lexicon voor de geschiedenis van het Nederlandse protestantisme 5 (Kampen: Kok, 2001), blz. 41-46.

### Anderstalige literatuur
- (fr)  Bost, Hubert, Un 'Intellectuel' avant la lettre: le journaliste Pierre Bayle (1647-1706). L'actualité religieuse dans les novelles de la république des lettres (1684-1687) (Amsterdam en Maarssen 1994).
- (fr)  Bost, Hubert, Pierre Bayle (Parijs 2006).
- (fr)  Bots, J.A.H., 'Le Dictionaire de Pierre Bayle: magasin et protocole de la république des lettres' in: idem ed., Critique, savoir et érudition à la veille des lumières: le Dictionaire historique et critique de Pierre Bayle (Amsterdam 1996) 205-216.
- (en)  Israel, Jonathan, Radical Enlightenment: Philosophy and the making of modernity 1650-1715 (Oxford 2001).
- (fr)  Labrousse, Elisabeth, Pierre Bayle et l'instrument critique (Wenen 1965).
- (fr)  Idem, Pierre Bayle. Tome I. Du pays de Foix a la cite d'Erasme. (Den Haag 1963).
- (fr)  Idem, Pierre Bayle. Tome II. Hétérodoxie et rigorisme (Den Haag 1964).
- (en)  Lugt, Mara van der, Bayle, Jurieu, and the Dictionnaire Historique et Critique (Oxford 2016). ISBN 0198769261
- (en)  Tinsley, Barbara Sher, Pierre Bayle's reformation. Conscience and criticism on the eve of the enlightenment (Selinsgrove en Londen 2001).
- (de)  Ludwig Feuerbach Pierre Bayle: ein Beitrag zur Geschichte der Philosophie und Menschheit (jaartal?)